# ثعبة عربية
ثُعْبَة عربية أو عظاءة عربية هدبية الأصابع (الاسم العلمي: Acanthodactylus arabicus)، نوع من السحالي المنتمية إلى فصيلة العظاءات الحقيقية. هذا النوع متوطن في جنوب اليمن.